# Gruppo Sportivo Hockey Trissino 2019-2020
Questa voce raccoglie le informazioni riguardanti il Gruppo Sportivo Hockey Trissino nelle competizioni ufficiali della stagione 2019-2020.

## Maglie e sponsor
| 1ª divisa | 2ª divisa |

## Organigramma societario
- Presidente: Matteo Mastrotto
- Vicepresidente: Settimio Sartori
- Consiglieri:
- Direttore sportivo:
- Segreteria: Roberta Bassanese
- Addetto stampa:

## Organico

### Giocatori
Dati tratti dal sito internet ufficiale della Federazione Italiana Sport Rotellistici.
| N° | Naz.                  | Ruolo    | Sportivo                  |  |  |  |
| -- | --------------------- | -------- | ------------------------- |  |  |  |
| 4  | Italia (bandiera)     | Portiere | Elia Zen                  |  |  |  |
| 5  | Spagna (bandiera)     | Portiere | Adrià Català              |  |  |  |
| 7  | Portogallo (bandiera) | Esterno  | Diogo Baptista Das Neves  |  |  |  |
| 9  | Italia (bandiera)     | Esterno  | Stefano Dal Santo         |  |  |  |
| 11 | Italia (bandiera)     | Esterno  | Filippo Schiavo           |  |  |  |
| 26 | Italia (bandiera)     | Esterno  | Andrea Malagoli           |  |  |  |
| 29 | Italia (bandiera)     | Esterno  | Alessandro Faccin         |  |  |  |
| 77 | Italia (bandiera)     | Esterno  | Alberto Greco             |  |  |  |
| 79 | Argentina (bandiera)  | Esterno  | Emanuel Garcia Solar      |  |  |  |
| 99 | Portogallo (bandiera) | Esterno  | Reinaldo Da Silva Ventura |  |  |  |

### Staff tecnico
- 1º Allenatore:  Sérgio Silva
- 2º Allenatore: n.a.
- Meccanico:  Bruno Sudiro